# Вэй Бисю
Вэй Бисю (кит. трад. 魏碧銹, упр. 魏碧锈, пиньинь Wèi Bìxiù; род. 4 июля 1990 года, уезд Наньтоу, Тайвань) — тайваньская спортсменка, стрелок из лука, член национальной сборной Тайваня на Олимпийских играх 2008 года.
На Олимпиаде 2008 года в Пекине в квалификационном раунде, набрав 585 очка, заняла 58-е место. В первом отборочном раунде проиграла со счётом 99:108 британской спортсменке Элисон Уильямсон, бронзовой призёрке Олимпийских игр 2004 года в Афинах в личном первенстве. По итогам соревнований Вэй Бисю заняла 56-е место.

В составе сборной Тайваня вместе с У Хуэйжу  и Юань Шуци в командных соревнованиях в первом раунде уступила со счётом 211:215 сборной Италии. В итоговой классификации сборная Тайваня заняла 9-е место.
Семейное положение: не замужем. Увлечения: интернет и компьютерные игры, баскетбол.